# Gà chọi Cuba

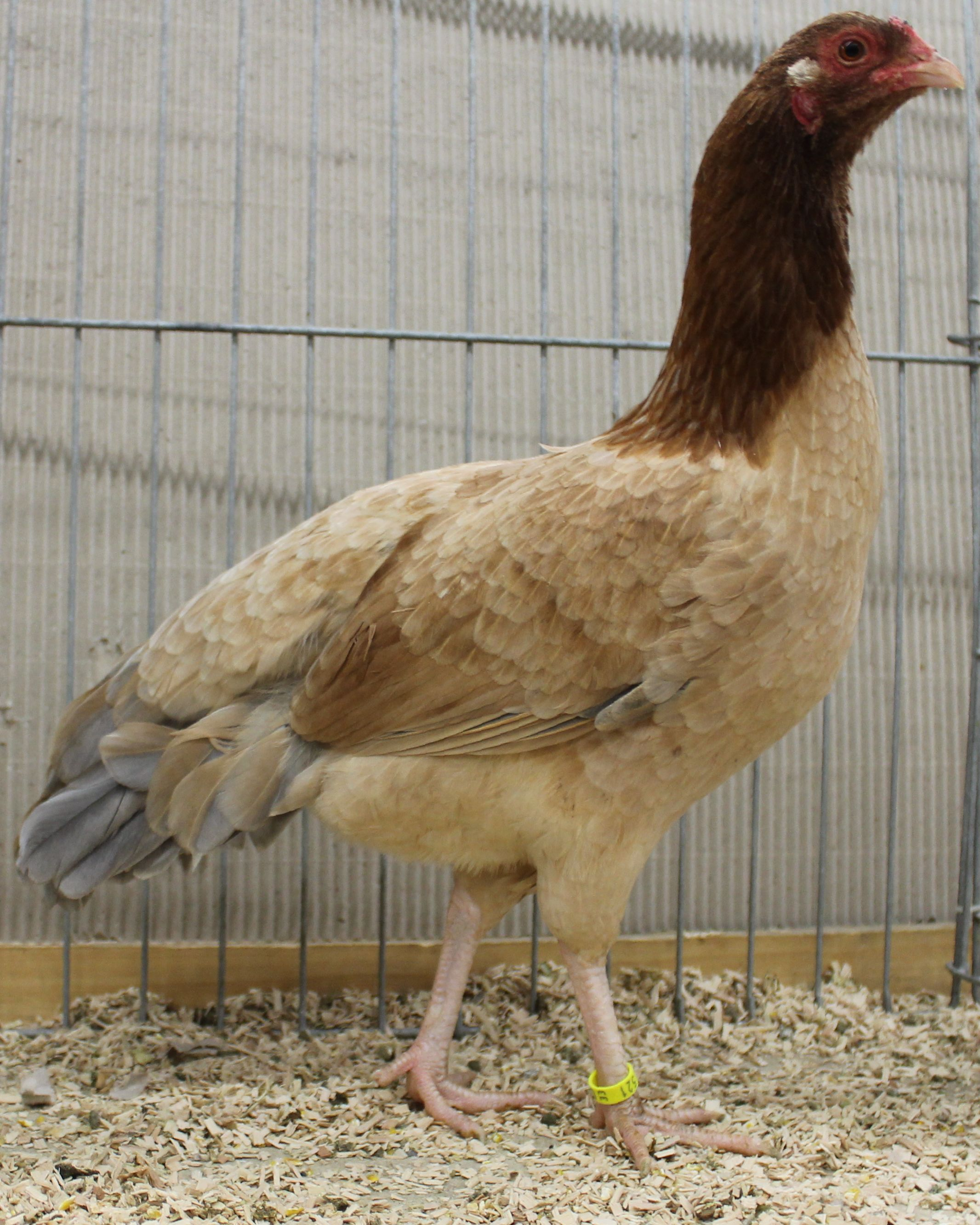
Một con gà chọi Cuba (mã mái)

Gà chọi Cuba hay gà Cubalaya là giống gà đá có nguồn gốc ở Cuba vào thế kỷ 19. Người ta cho là nguồn gốc từ Philippines (gà chọi Philippines). Ở Cuba, môn thể thao đá cựa tháp (postiza) là một phần của nền văn hóa bản địa, dân Cuba hầu như đá cựa xương hay loại cựa nhân tạo tương đương zapatones. Ngày nay gà Cubalaya chủ yếu cũng chỉ là gà kiểng. Kể từ khi Mỹ ngỏ ý bình thường hóa quan hệ với Cuba, các phóng viên, nhà báo của Mỹ cũng tới để khám phá những điều bí mật mà ở thời cấm vận họ không có cơ hội được tìm hiểu, một trong số đó là trò chọi gà, một trò truyền thống của Cuba, tuy nhiên, trò chơi dân gian có còn thuần khiết như trước nữa.

## Đặc điểm
Bề ngoài gà chọi Cuba trông giống như gà chọi Mỹ, nhưng chúng đứng thẳng hơn với phần ngực nhỏ hơn, chân cao hơn, và đóng gần về phía trước hơn so với gà đá cựa sắt. Lưng rất hẹp về phía đuôi, điều giúp chúng lăn lộn dễ dàng. Chúng có đủ loại màu sắc do hầu hết dân đá loại gà này không mấy quan tâm đến màu sắc. Người ta cản mái tốt nhất với trống tốt nhất, với chất lượng là mục đích duy nhất. Loại gà này cũng có nhiều kiểu dáng, từ chỏm (toppy), râu (muff) cho đến mã lại. Gà tơ trưởng thành ở độ tuổi từ 9 đến 10 tháng, và gà mái thường đẻ từ tháng thứ 10 trở đi. Giống gà này cũng có tính khí điềm đạm và chăm sóc con giỏi. Gà trống rất dễ luyện và dường như thích nghi với chương trình rất nhanh. 

## Chiến thuật

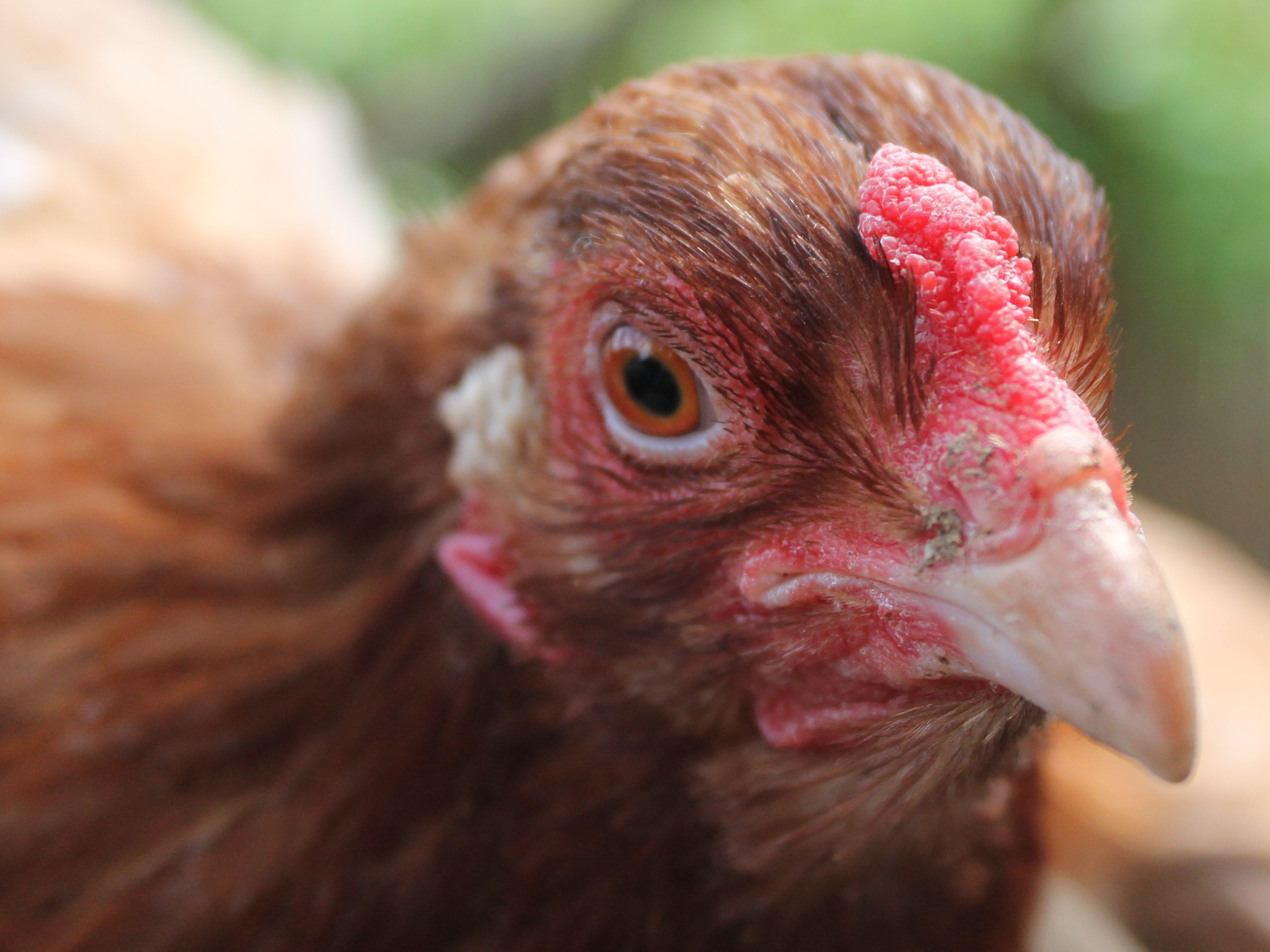
Khuôn mặt của một con gà chọi Cuba

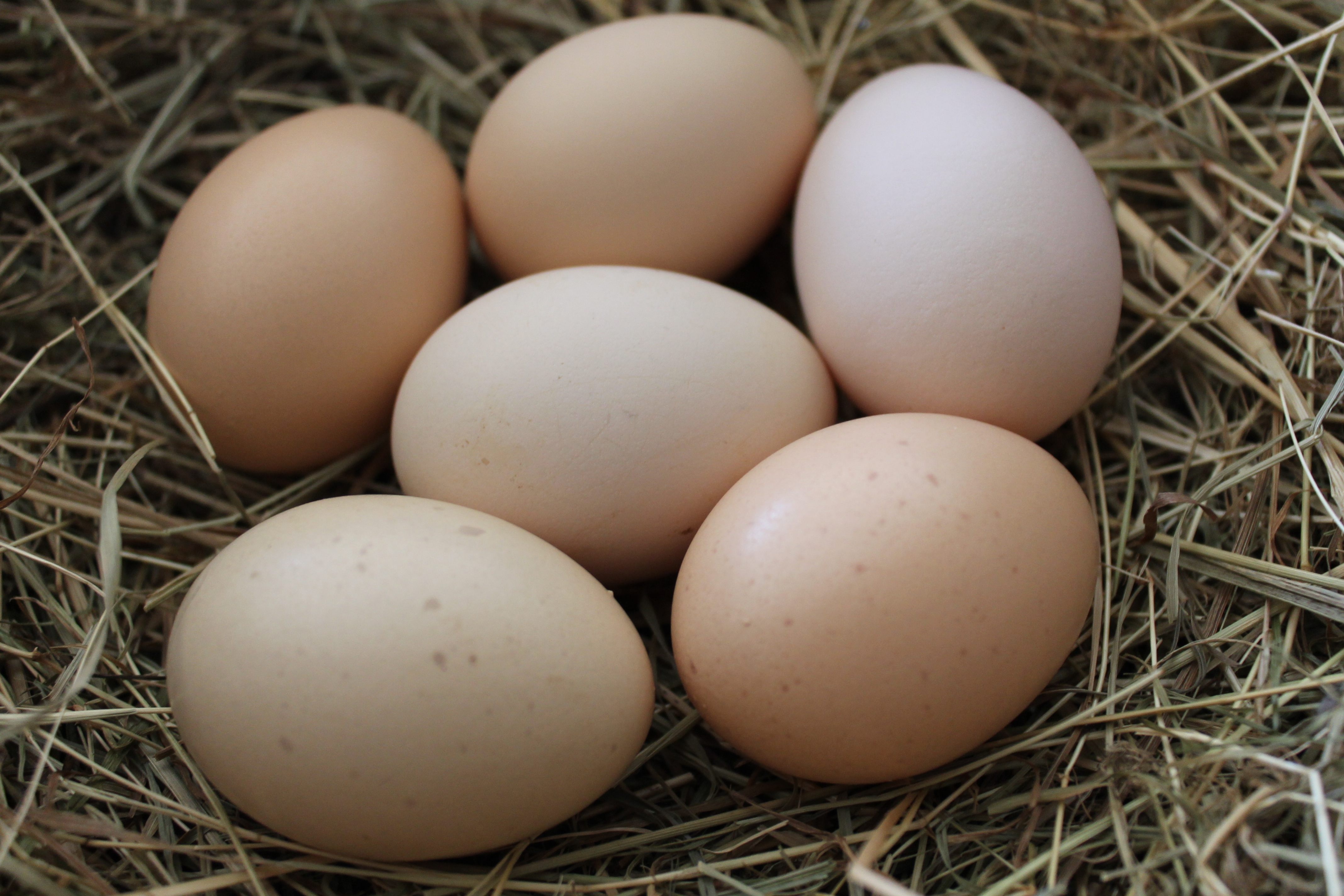
Những quả trứng của gà Cuba

Dòng Cuba là những chiến kê ranh mãnh, có xu hướng đá và dạt, rồi lại gài miếng và đá tiếp. Chúng có chiến thuật chạy kiệu (wheeling) thực sự là một chiến thuật. Hầu hết chiến kê đều đủ khôn ngoan để nhận biết cục diện trận đấu không diễn ra theo chiều hướng mà nó mong đợi, bởi vậy chúng thay đổi đòn lối thi đấu. Bằng việc dụ địch đuổi theo, chiến kê chờ địch thủ đưa đầu ra trước trong khi rượt đuổi, rồi mới dừng lại, xoay người và đá. Nhiều trận đấu thu được thắng lợi nhờ lối đá này. Đá cựa tháp diễn ra theo hiệp, thường từ 15 đến 30 phút (tùy mỗi vùng hay quốc gia), nhưng chúng hiếm khi đá đến hết thời gian quy định. Thả gà không còn là một vấn đề nữa, một khi buông, chúng sẽ được để đá liên tục từ 15 đến 30 phút.
Chiế thuật săn đầu (headhunter) phản ánh những gì mà chúng thực hiện. Chúng sẽ đá từ phần trên của cổ lên đến đầu trong 75% thời gian. mức độ chịu đựng (durability). Chúng đá và chịu đựng vô số cú đá, đặc biệt vào vùng đầu, và thay vì đổ gục, chúng dường như càng mạnh và hăng máu hơn. Thậm chí kể cả khi đầu đã sưng vù và mắt sụp xuống, chúng vẫn lao vào nắm lông, và nếu nắm được, chúng dường như trở nên nguy hiểm hơn, đá những cú đích đáng. Một khi mục tiêu tấn công là vùng đầu, có rất ít tổn thương ở thân. Hầu hết chiến kê đều phục hồi rất nhanh, trừ phi bị mù mắt, có thể đem đá tiếp.
Những con chột một bên mắt có thể tham gia vào một thể loại khác, đá cựa sắt 1/4 inch (quatro). Giống như đá cựa dao, bạn chỉ sử dụng một bên cựa, và dẫu cựa nhỏ, các trận đấu thường rất thú vị và đòi hỏi chiến kê phải đâm thật chính xác, loại gà này còn được đá với thể loại cựa ngắn (quatro) hay cựa xương (naked heel). Loại cựa ngắn chỉ dài 1/4 inch, cỡ móng ngón cái của bạn. Luật đá cũng tương tự như đá cựa tháp, ngoại trừ bạn chỉ lắp cựa ở bên chân trái. Kết quả, gà phải đâm thật chính xác. Các trận đấu thường kéo dài hơn một chút so với cựa tháp, nhưng thực sự xác định được những chiến kê hay nhất trong trường đấu. Đá cựa xương hay đá mộc (dry) thường ám chỉ đến thể loại đá với cựa tự nhiên. Hai chiến kê phải có cùng hạng cân và kích thước cựa. 